# Пенталогия
Пентало́гия (от др.-греч. λόγος — «слово, рассказ, мысль» и πεντα — «пять») — литературное, музыкальное или кинематографическое произведение, состоящее из пяти самостоятельных частей, но объединённых действующими героями, общей идеей и преемственностью сюжета. В английском языке часто заменяется словом «квинтет».
В европейской традиции история деления драмы на пять актов прослеживается от Еврипида, вслед за которым все александрийские трагики приняли пятиактную форму для своих произведений. Вслед за Еврипидом пятичастное деление хвалил Гораций, затем опиравшийся на него Сенека, а следом за ним и все ренессансные авторы в Италии, опиравшиеся на их творчество. Эта традиция была унаследована Шекспиром и другими современными ему английскими, немецкими и французскими авторами, которые делили свои пьесы на пять актов, даже если такое деление не подходило сюжету.
Пятикнижие не является в полной мере пенталогией, поскольку задумывалось как цельное произведение, а разделение на части было выполнено под давлением внешних обстоятельств, в частности, из-за огромного размера текста, который записывался на свитках.